# 小火蟻
小火蟻（學名：Wasmannia auropunctata）又稱金刻沃氏蚁、光點小火蟻，是一種小型的沃氏蚁属蚂蚁，原生於中南美洲，現已擴張到北美洲、台灣、以色列 和一些太平洋島嶼（加拉帕戈斯群島、夏威夷、新喀里多尼亞和所羅門群島），此外東北澳大利亞的凱恩亦有紀錄。
其英文名稱“electric ant”來自其咬傷產生如觸電的強烈痛感， 它也是世界百大外來入侵種之一。小火蟻體長約1.5毫米，通體黃褐色。雌雄皆能無性繁殖，是最早被發現兩性都可以無性繁殖的動物。

## 对人类和动物的威胁
由于小火蚁体型微小，肉眼难以轻易发现，其叮咬会引起强烈的疼痛感，且可能伴随不同程度的过敏反应，严重时可能会引发角膜损伤。在非洲加蓬还发现小火蚁在动物进食时叮咬其鼻子和眼睛，导致家猫、野猪甚至大象等动物失明。

## 外部連結
- University of Hawaii Alert: "Identifying the Little Fire Ant" (includes photo) （页面存档备份，存于）Accessed 8 March 2009
- Little Fire Ant in French Polynesia